# Zakupniki (Skotniki Duże)
Zakupniki – część wsi Skotniki Duże w Polsce, położona w województwie świętokrzyskim, w powiecie buskim, w gminie Busko-Zdrój.
W latach 1975–1998 Zakupniki administracyjnie należała do województwa kieleckiego.